# Reformierte Kirche Mutten

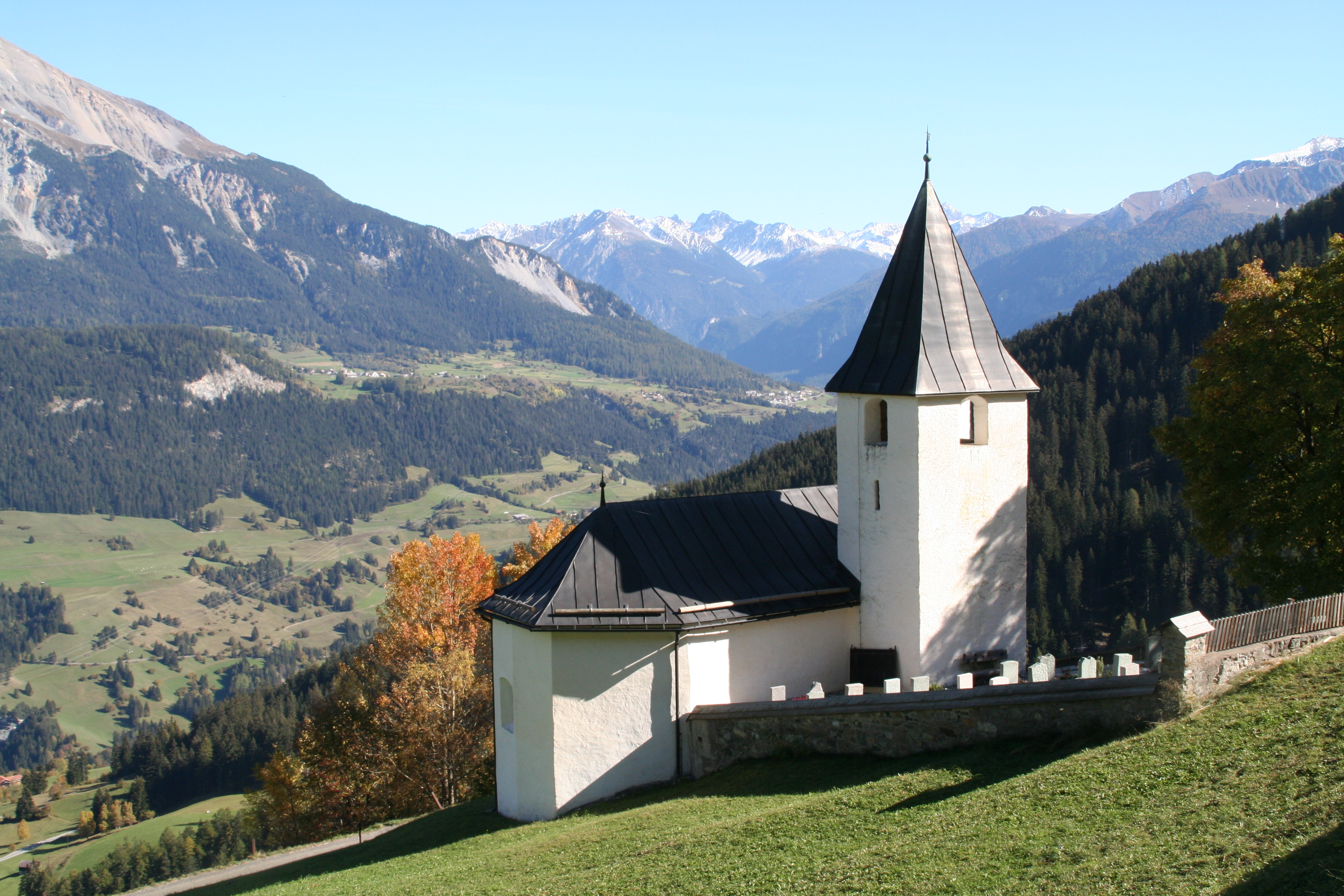
Aussenansicht

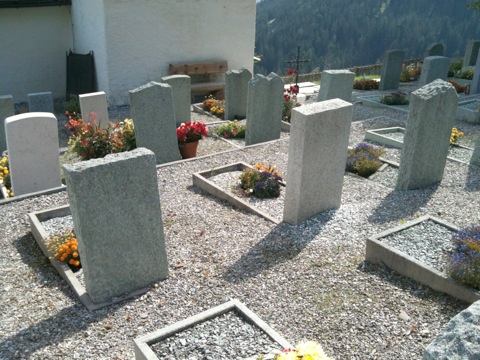
Der terrassenförmig angelegte Friedhof bei der Kirche

Die reformierte Kirche in Mutten in Graubünden ist ein evangelisch-reformiertes Gotteshaus unter kantonalem Denkmalschutz. Sie steht in Mutten Dorf (auch Untermutten), während die berühmte Holzkirche weiter oberhalb in der Fraktion Obermutten steht. 

## Geschichte und Ausstattung
Die Kirche wurde 1584 nach Annahme der Reformation errichtet und ist damit der zweitälteste protestantische Sakralbau in Graubünden. Der Bau präsentiert sich als eine typische Predigtkirche mit einem polygonalen, von einem Kreuzgewölbe überdeckten Chor. Der Taufstein in der Mitte wird zugleich als Abendmahlstisch benutzt. Die viereckige, flach angebrachte Kanzel kommt ohne Schalldeckel aus.
Ein Blitzeinschlag im Jahr 2004 zerstörte Teile des Kirchenschiffs und führte zu einer umfassenden Renovation.
Im Jahr 2011 wurde in der Kirche von Orgelbau Felsberg eine Truhenorgel mit fünf Registern aufgestellt. Das Instrument aus dem 19. Jahrhundert mit ursprünglich drei Registern ließ ein Vorbesitzer von Metzler Orgelbau auf fünf Register erweitern. Das Instrument ersetzt eine Vorgänger-Truhenorgel mit vier Registern, die wiederum seit 1980 ein bis dahin verwendetes Harmonium ersetzte.

## Kirchliche Organisation
Die Evangelisch-reformierte Landeskirche Graubünden führt Mutten als eigenständige Kirchgemeinde.

## Nachweise
1. ↑  Orgelverzeichnis Schweiz und Liechtenstein: Ref. Kirche Mutten/Untermutten GR

Koordinaten: 46° 40′ 35,3″ N, 9° 29′ 54,9″ O; CH1903: 757599 / 171540